# Aeropuerto de Iconi
El Aeropuerto de Iconi  (IATA: YVA, ICAO: FMCN) era el nombre que recibía un aeropuerto situado en Moroni, la capital del archipiélago y nación africana de las islas Comoras. El aeropuerto estaba en el lado occidental de la isla de Gran Comora, al norte de la localidad de Iconi. Fue cerrado hace unos años en favor del nuevo Aeropuerto Internacional Príncipe Said Ibrahim.
El aeropuerto fue construido una altura de 33 pies (10 m) sobre el nivel medio del mar. Cuenta con una pista de aterrizaje, que es 1.355 metros (4.446 pies) de longitud.